# Вальтер Сімонс
Вальтер Сімонс (нім. Walter Simons; 24 вересня 1861 — 14 липня 1937) — німецький юрист і політик. Виконував обов'язки Рейхспрезидента Німеччини у 1925 році згідно з Веймарською конституцією.
Вальтер Сімонс отримав освіту юриста в адвоката Рудольфа Зома, що відбилось на його гуманістичному і лютерансько-пієтистському світогляді. Закінчивши вивчення історії, філософії, економіки права в Страсбурзі, Лейпцизі і Бонні в 1882 році, він почав кар'єру правового референту, а в 1893 році прийняв судейство в Фельберті. У 1905 році Сімонс працював в головному апараті управління (міністерства) юстиції Німеччини, в 1911 році перейшов в управління закордонних справ. В жовтні 1918 року став керівником Рейхсканцелярії в керівництві Макса Баденського. В 1919 році він став головою німецької делегації на Паризькій конференції, але пішов у відставку, не прийнявши Версальского договору.
З 25 червня до 4 травня 1921 року Сімонс був безпартійним міністром закордонних справ в коаліційному (Центр, Народна партія, Демократична партія) правоцентристському уряді Ференбаха, на цій посаді Сімонс представляв Німеччину на конференціях в Спа (липень 1920) і в Лондоні (березень 1921).
З 1922 року до 1929 Сімонс був президентом Імперського суду (знаходився в Лецпцизі). Ця посада за конституцією давала змогу виконувати обов'язки Рейхспрезидента у випадку його смерті або інших обставин, коли сам президент не має змоги виконувати свої обов'язки (стаття 51). Таким чином, Вальтер Сімонс був в.о. президента Німеччини після смерті Фрідріха Еберта до прийняття присяги новим президентом Паулем фон Гінденбургом 12 травня 1925 року. Кандидатуру на вибори президента він не виставив. У 1929 році він подав у відставку з посади президента Імперського суду і став викладати в Лецпцизі міжнародне право.
Переконаний лютеранин, Вальтер Сімонс був в 1925—1933 році президентом Євангелістічно-Соціального Конгресу (ESK).
Помер в Бабельсберзі (тепер Потсдам) у 1937 році.

## Нагороди
- 1931 Adlerschild des Deutschen Reiches (Eagle Shield of the German Empire)